# ماریانو استنداردو
ماریانو استنداردو (انگلیسی: Mariano Stendardo؛ زادهٔ ۲ مهٔ ۱۹۸۳) بازیکن فوتبال اهل ایتالیا است.
از باشگاه‌هایی که در آن بازی کرده‌است می‌توان به باشگاه فوتبال پروجا، باشگاه فوتبال لچه، باشگاه فوتبال مسینا، باشگاه فوتبال کرمونزه، باشگاه فوتبال سالرنیتانا، باشگاه فوتبال آتالانتا، باشگاه فوتبال پیزا، باشگاه فوتبال جنوآ، باشگاه فوتبال ناپولی، و باشگاه فوتبال ترنانا اشاره کرد.